# コーウィン・スペリー
コーウィン・スペリー（Corwyn Sperry、本名不明、生年月日不明）は、1980年代から1990年代に掛けてフィリピンで製作されたアクション映画で活躍した俳優で、端役から主役まで演じた。
クレジット名義は複数あり、『ブレイジング・ガン/革命前夜』（1988年/未/ビデオ）ではスペル違いのコーウィン・スペリー（Corwin Sperry）、『SFXリタリエーター』（1988年/未/ビデオ）と『特攻部隊/フルメタル・ソルジャー』（1988年/未/ビデオ）ではポール・ペリー（Paul Perry）、『バトル・ドッグ/怒りの標的』（1989年/未/ビデオ）と『バトル・ラッツ/地獄の地下要塞』（1989年/未/ビデオ）ではコーウィン・ポール・スペリー（Corwyn Paul Sperry）とクレジットされた。尚、キャリアの初期にはクレジットされないこともあった。

## 来歴

### フィリピンでの初期のキャリア
1983年にはフィリピンの多作な娯楽映画職人のシリオ・H・サンティアゴ監督の『ストライカー(最後のアマゾネス)』(未/ビデオ/テレビ放映)でのエキストラ辺りからフィリピンでの活動が確認出来る。その後、米国俳優のリック・ヒルとカズ・ギャラス、ブレンダ・バーキ等が主演のサンティアゴ監督作品『コマンド・ファイター』(1985年/未/ビデオ)に於けるMP役など、暫くはエキストラに近い端役生活が続いた。

### 大役への抜擢
スペリーはジェフ・グリフィス、ジム・モス、マイケル・ウェルボーン、ヘンリー・ストラザルコウスキー、スティーヴ・ロジャースなど並み居る兵隊役者の一人に過ぎなかったが、1987年のベトナム戦争物『ファントム・ソルジャー』に抜擢された。米国俳優のマックス・セーヤー演じるテキサス・レンジャーの弟役で、北ベトナムで捕虜になっているグリーン・ベレー隊員役の設定だった。大部屋同然の男が口髭を蓄えたことから見違えった。
因みに、『ファントム・ソルジャー』は日本の多くの資料ではイタリア映画扱いだが、制作会社である同名のリーガル・フィルム社がイタリアとフィリピンに存在することによる誤解である。

### 主演俳優への道
テディー・チウ（テディー・ページ）がアーヴィン・ジョンスンの変名で監督した南米の革命物『ブレイジング・ガン/革命前夜』（1988年/未/ビデオ）では主演に大抜擢され、国益のために任務に邁進するCIA工作員を演じて存在を示し、後年テレビ・スターになった無名時代のクリスティーン・エリスがヒロインとして出演しており、その他の出演者やスタッフは変名使用者が大半だった。因みに、本作はインターネット・ムービー・データベースに拠るとフィリピン映画となっているが、『ビデオソフト完全カタログ1993年版（ビデオデータ編）』（1993年/角川書店）ではスペイン映画となっている。主演者の名前が「スペリー」だから「スペイン」と勘違いされた可能性が考えられる。当時は映画の国籍表記に関してはいい加減な時代で、イタリア映画であっても英語版だったら米国映画で罷り通っていた。尚、馴染みの無いスタッフと出演者が目立つ場合もそうで、インドネシア映画『スネーク・ターミネーター/蛇女は2度死ぬ』（1987年）や南アフリカ映画『拷問警察/ミリタリー・コップ（ビデオ題/リターン・トゥ・ジャスティス）』（1988年）等も矢張りイタリア映画として紹介された。
また、当時のスペリーは端役出演も同時進行で務めており、主なものにシリオ・H・サンティアゴ監督のベトナム戦争物『特攻部隊/フルメタル・ソルジャー』（1988年/未/ビデオ）、クリス・ミッチャムとリンダ・ブレアと言ったハリウッド俳優が主演した香港系のシルヴァー・スター・フィルム社の『SFXリタリエーター』（1988年/未/ビデオ）がある。
翌年の1989年には香港系のダヴィアン・インターナショナルの『バトル・ドッグ/怒りの標的』（未/ビデオ）とベトナム戦争物『バトル・ラッツ/地獄の地下要塞』（未/ビデオ）に起用された。役どころは若手俳優のブレント・ギルバート（当時はジャック・ギルバートを名乗っていた）の引き立て役と言った所だった。後者ではフィリピン俳優のロイ・カタナ演じるヴェトコンの隊長に拷問の末に素手で眼球を抉られる悲惨な米軍大尉役だった。共にクレジットのトリを務める大物俳優級の扱いだった。

### 遂に主役を射止める
1990年にはダヴィアン・インターナショナルのベトナム戦争物『バトル・ギース/地獄の救出指令』(未/ビデオ)ではマイク・モンティー扮する上官の救出に向かう小隊の隊長役で遂に主演した。口髭を剃り落として精悍な顔付きで演じたが、ジム・ゲインズ、レオ・ガンボア、マイケル・ウェルボーン、ジェームズ・パオッレッリなどの曲者が脇を固めたためにヒーローとしての輝きは今ひとつだった。

### その後のキャリア
自身の成功の根源に唾を吐かないのがスペリーの信条なのか、既にスターになっていたが、渡辺ケン監督のベトナム戦争物『ブルドッグ』(1991年)には兵士の端役で出演した。その後、フィリピンでは戦争アクション映画は斜陽となり、香港映画に活路を求めた。タイでロケしたとされる『奪宝奇謀』(1991年/未ソフト化)にも脇役出演したが、これ以降は出演が途絶えている。

### フィルモグラフィ
1983年
- 『ストライカー（最後のアマゾネス）』（未/ビデオ/テレビ放映）（クレジットなし）シリオ・H・サンティアゴ監督、スティーヴ・サンダー、ジョー・マリ・アヴェラーナ出演

1985年
- 『コマンド・ファイター』（未/ビデオ）（クレジットなし）シリオ・H・サンティアゴ監督、リック・ヒル（リチャード・ヒル）出演

1987年
- 『ファントム・ソルジャー』アーヴィン・ジョンスン（テディー・ページ）監督、マックス・セーヤー、マイク・モンティー、ジム・ゲインズ、デーヴィッド・ライト出演

1988年
- 『特攻部隊/フルメタル・ソルジャー』（未/ビデオ）シリオ・H・サンティアゴ監督、アンソニー・フィネッティ、ピーター・ネルスン、ヴィック・ディアス出演
- 『マッド・クライム（マッド・シンドローム）』（未/ビデオ）ドミニク・エルモ・スミス監督
- 『ブレイジング・ガン/革命前夜』（未/ビデオ）アーヴィン・ジョンスン監督、クリスティーン・エリス、リチャード・キング出演
- 『SFXリタリエーター』（未/ビデオ）ジョン・ゲール（ジュン・ガラルド）監督、クリス・ミッチャム、リンダ・ブレア、ゴードン・ミッチェル出演

1989年
- 『バトル・ドッグ/怒りの標的』（未/ビデオ）デーヴィッド・ハント（デーヴィッド・ハン）監督、ジャック・ギルバート（ブレント・ギルバート）、アンドレア・ラマッシュ、ジム・モス出演
- 『バトル・ラッツ/地獄の地下要塞』（未/ビデオ）ブリッグス・ベンジャミン・シニア（ベン・ヤルン）監督、ジャック・ギルバート出演

1990年
- 『バトル・ギース/地獄の救出指令』（未/ビデオ）アーヴィン・ジョンスン監督、アンドレア・ラマッシュ、ジム・ゲインズ出演
- 『女バトル・ドッグ/地獄の逃走迷路』（未/ビデオ）デーヴィッド・ハント監督、アンドレア・ラマッシュ、ロバート・マリウス、アンソニー・イースト、マイク・モンティー出演

1991年
- 『ブルドッグ』渡辺ケン監督、ロム・クリストフ（ロマーノ・クリストフ）、ジェフ・グリフィス、マイケル・ウェルボーン、倉田保昭、小野進也、リチャード・ハリスン、マイク・モンティー、レオ・ガンボア、スパンキー・マニカン出演
- 『奪宝奇謀』（未ソフト化）